# Karl Pooten
Karl Pooten też jako: Carl Pooten (ur. 17 stycznia 1807 w Teveren k. Akwizgranu, zm. 15 stycznia 1886 w Szkodrze) – niemiecki biskup katolicki, metropolita diecezji Szkodra-Antivari w latach 1867-1886.

## Życiorys
Odbył studia teologiczne w Rzymie. W 1833 wyświęcony na księdza, pracował jako misjonarz na Wołoszczyźnie. W 1834 mianowany administratorem apostolskim diecezji Antivari (Bar w Czarnogórze). W 1844 w Dubrowniku otrzymał sakrę biskupią z rąk arcybiskupa Tomy Jedrlinicia. 31 sierpnia 1855 jako arcybiskup objął zwierzchnictwo nad archidiecezją Antivari. Od 15 marca 1867 do śmierci kierował archidiecezją szkoderską, do której dołączono Bar (Antivari).

## zob. także
- Arcybiskupi Szkodry-Pultu
- Biskupi barscy